# Gregorio Pacoriano
Gregorio Pacoriano (latinizado como Gregorius Pacurianus) (griego: Γρηγόριος Πακουριανός; armenio: Գրիգոր Բակուրյան, Grigor Bakurian, georgiano: გრიგოლ ბაკურიანის-ძე, Grigol Bakurianis-dze; búlgaro: Григорий Бакуриани, (fallecido en 1086) fue un político y comandante militar al servicio del Imperio bizantino. Fue el fundador del Monasterio de la Madre de Dios de Petritzonitissa en Bachkovo y autor de su typikon. Los monjes de este monasterio ortodoxo (en la actualidad, el monasterio de Bachkovo) en Bulgaria fueron los iberos.

## Biografía

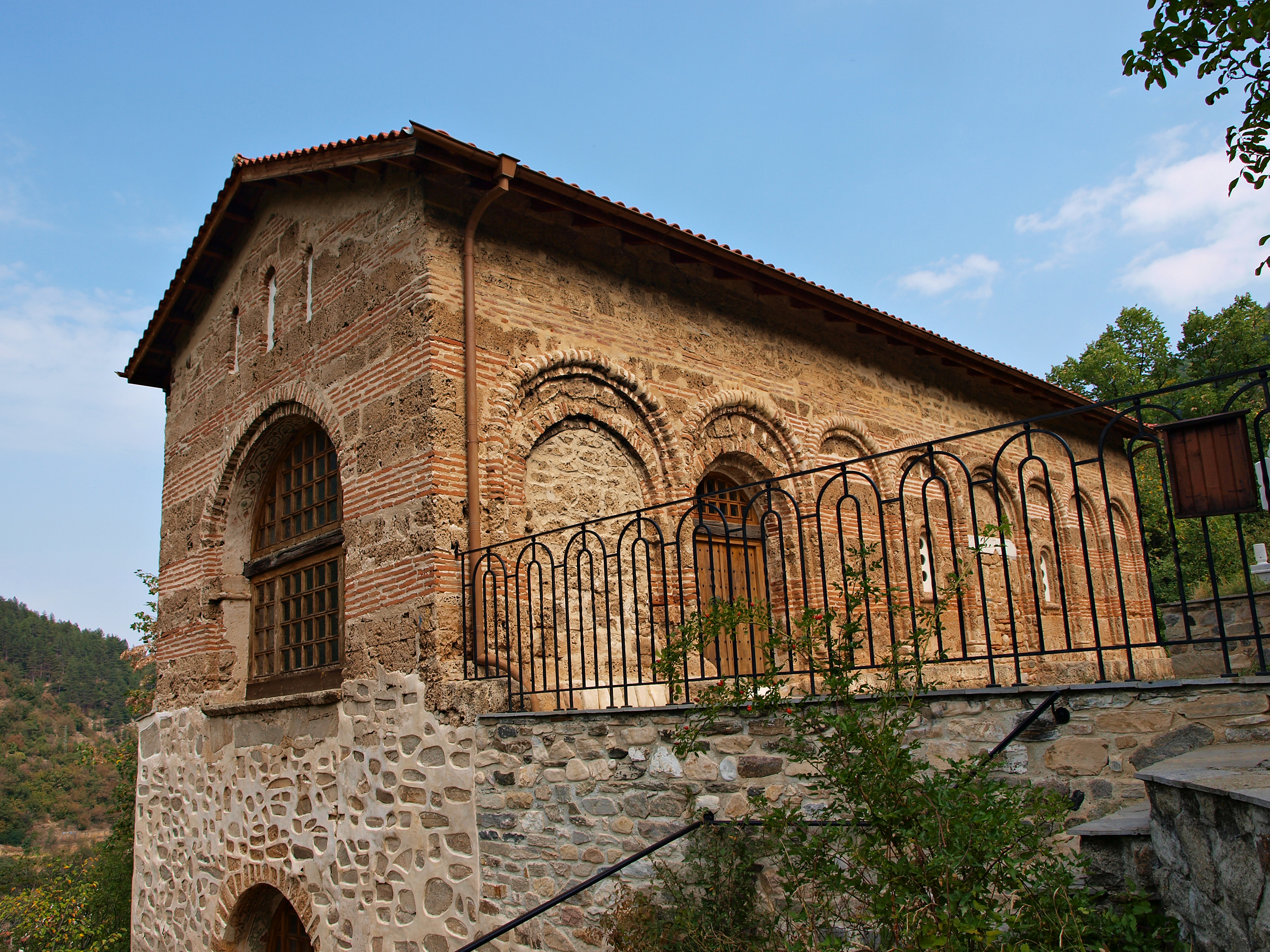
El osario del monasterio de Bachkovo que alberga los restos de Gregorio Pacoriano.

Según la historiadora Ana Comnena, que conocía personalmente a Pacoriano, era «... descendiente de una noble familia armenia...». Según otros, Pakourianos nació en una familia calcedonia armenia o georgiana en la región de Tao o Tayk, que había sido anexada por los bizantinos como el thema de Iberia desde 1001.
En 1064, participó en la fracasada defensa de Ani contra el líder selyúcida Alp Arslan y sus aliados: los georgianos del Cáucaso dirigidos por el rey Bagrat IV de Georgia y los albaneses dirigidos por el rey Goridzhan. Sirvió después bajo Miguel VII Ducas (1071-1078) y Nicéforo III Botaniates (1078-1081) en diversos cargos de responsabilidad tanto en el este y las fronteras occidentales del imperio. Desde 1071 fue gobernador del thema de Iberia. Como el avance selyúcida obligó a los bizantinos a evacuar las fortalezas orientales de Anatolia y el thema de Iberia, que cedieron el control de Kars al rey Jorge II de Georgia en 1072-1073, pero esto no impidió que los invasores capturaran la ciudad.
Después se vio involucrado en un golpe de Estado que derrocó a Nicéforo III. El nuevo emperador, Alejo I Comneno, lo nombró «Gran Doméstico del Oeste» y le dio muchas más propiedades en los Balcanes. Poseía numerosas propiedades en varias partes del Imperio bizantino y le fue otorgada una serie de privilegios por el emperador, que incluían la exención de algunos impuestos. En 1081, comandó el flanco izquierdo contra los normandos en la batalla de Dirraquio. Un año después, expulsó a los normandos de Moglena, en la actual Grecia. Murió en 1086 luchando con los pechenegos en la batalla de Beliatoba, cargando tan vigorosamente que se estrelló contra un árbol.
También fue conocido como un patrón y promotor de la cultura cristiana. Junto con su hermano Apasios hizo, en 1074, una importante donación al monasterio ortodoxo de Santa Iviron en el Monte Athos.
Mostró la oficial versión griega del Typikon en armenio. También mostró su nombre en caracteres georgianos y armenios en vez del griego. Se presume que Pakourianos no sabía griego.
Los restos de Gregorio Pakourianos y su hermano Apasios están enterrados en una casa cerca del monasterio de Bachkovo. Los retratos de los dos hermanos están pintados en la pared norte del monasterio.